# Софияновка
Софияновка (укр. Софіянівка) — село в Маневичской поселковой общине Камень-Каширского района Волынской области Украины.
До 2020 года входило в Маневичский район.
Код КОАТУУ — 0723687902. Население по переписи 2001 года составляет 72 человека. Почтовый индекс — 44624. Телефонный код — 3376. Занимает площадь 0,37 км².